# Коновязь
Ко́новязь (фр. piquet) — место для привязывания лошадей в виде столба с кольцами, кольев с протянутой по ним верёвкой, закреплённой в горизонтальном положении поперечины. Коновязь употреблялась для привязывания лошадей при расположении биваком. При отсутствии коновязи употребляются коновязные колышки, входящие в состав снаряжения всадников.
Также коновязь — верёвка, которой спутывают ноги у лошади во время пастьбы.
Сэргэ (бур. сэргэ — «коновязь») — ритуальные коновязные столбы у бурятов, якутов, алтайцев.

## Разновидности

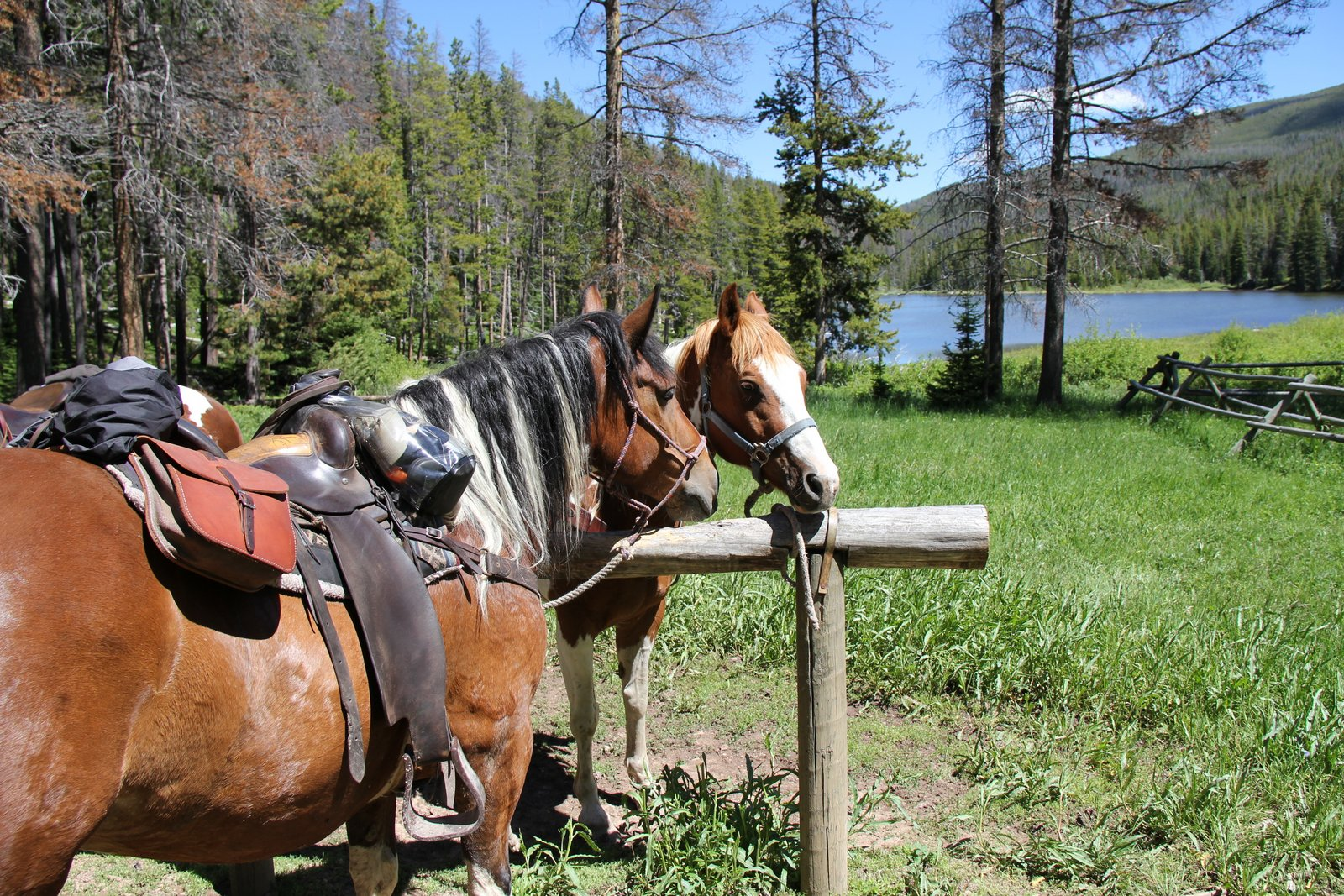
Брёвна в качестве коновязи. США

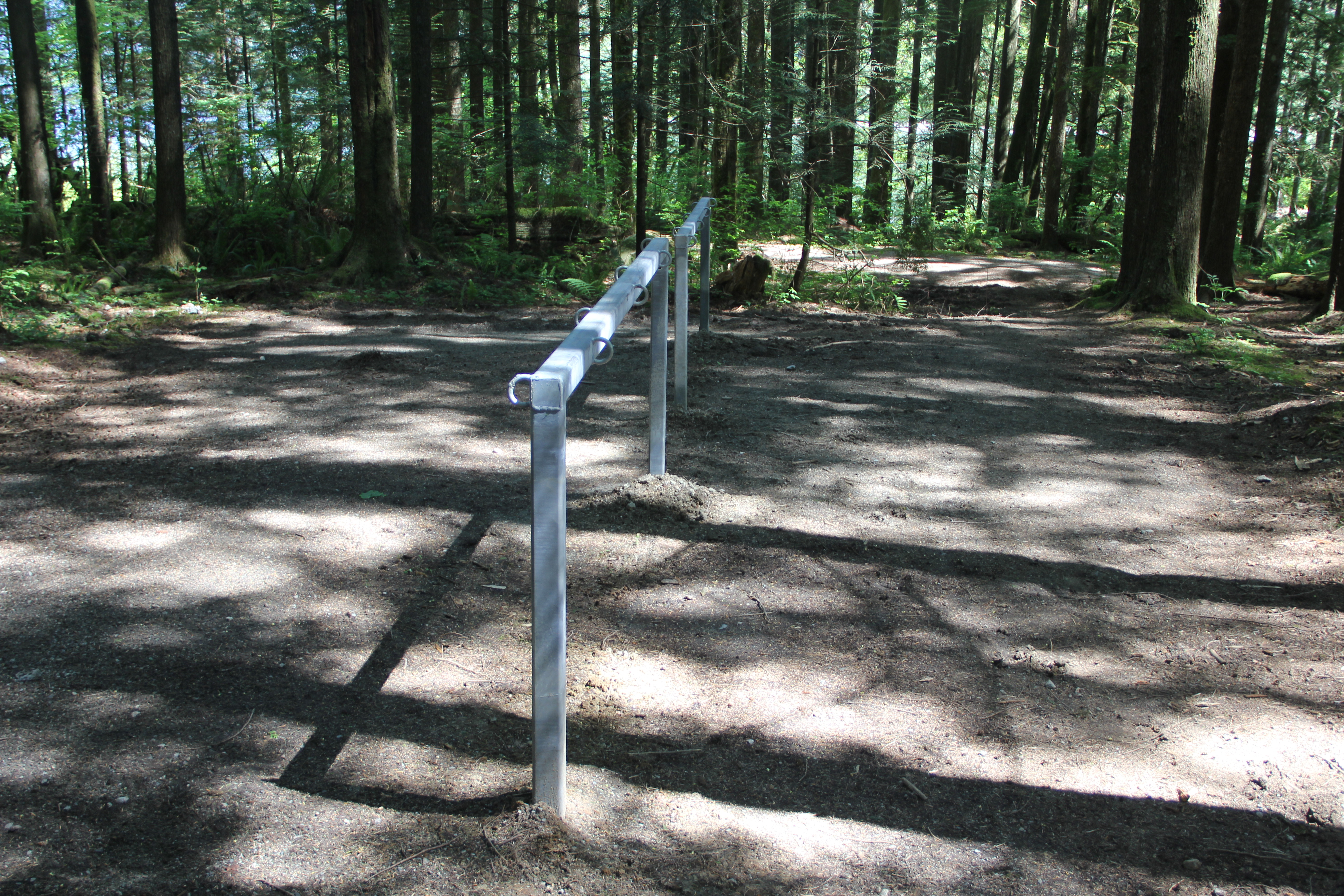
Стальная балка с кольцами в качестве коновязи. Британская Колумбия (Канада)

Коновязи бывают постоянными и переносными.
Переносные коновязи изготовляются из дерева и обшиваются металлом для тяжести и чтобы привязанные лошади их не грызли. Как вариант, переносные коновязи могут быть сделаны из обрезков рельсов. Для устройства переносной коновязи вбиваются деревянные колья 2 аршина высоты на известном расстоянии друг от друга, и между ними протягивается и к ним прикрепляется верёвка. Вырождённый случай коновязи — прикол — небольшой деревянный кол, который глубоко вбит в землю, чтобы лошадь не могла его вырвать; поводья лошадей привязываются к приколам.
По В. Ф. Яковлеву, якутские коновязи делятся по назначению на 3 группы:
В первую — надворную группу входят коновязи, которые ставят у жилья и используют по их прямому назначению — для привязывания коня. Ко второй группе относятся культовые столбы, использующиеся при проведении культовых религиозных обрядов. И третья группа коновязей устанавливается на традиционном празднике Ысыах, который тесно связан с культом коня. В каждой из выше перечисленных групп имеются коновязи разного назначения, имеющие различное конструктивное решение и свою особую орнаментику. Например, свадебные коновязи устанавливали на усадьбе жениха. Вырезали их из сосны высотой 2—2,5 метра. Коновязь жениха имела навершие в виде головы коня, а коновязь невесты — в виде чорона, кумысного кубка. Наиболее разнообразны культовые коновязи. Среди них — шаманские коновязи с рогатыми навершиями, коновязи духам семейного очага, маленькие коновязные столбы, которые ставились в хотонах (хлевах) и были связаны с конём. Они вырезались из осины, украшались резным орнаментом в виде валиков и пёстрым волосяным шнурком «сэлэкэ». К этой же группе относятся коновязи, которые ставились на могилах. В наши дни наибольшее распространение получили различные коновязные столбы, связанные с праздником Ысыах, а также коновязи, посвящённые памятным и юбилейным датам в жизни России и Республики Саха (Якутия).